# Gilberta Mendoza Salazar
Gilberta Mendoza Salazar (Tempexquixtla, Huatlatlauca) es una traductora náhuatl y lideresa por los derechos humanos mexicana. Como reconocimiento a su trabajo para conseguir que se reconozca la oficialidad de las lenguas indígenas, así como el derecho a recibir ciertos documentos oficiales en esas lenguas, fue la primera mujer indígena en recibir del Gobierno Mexicano un acta de nacimiento en su lengua materna, el náhuatl.
Es integrante de la Asamblea Consultiva del Consejo para Prevenir y Eliminar la Discriminación en la Ciudad de México (COPRED).